# 佐波村 (広島県)
佐波村（さばむら）は、広島県沼隈郡にあった村。現在の福山市の一部にあたる。

## 地理
- 河川：瀬戸田川[1]

## 歴史
- 1889年（明治22年）4月1日、町村制の施行により、沼隈郡佐波村が単独で村制施行し、佐波村が発足[1][2]。神島村・佐波村・草戸村の町村組合を結成し役場を草戸村に置く[1]。
- 1933年（昭和8年）1月1日、福山市に編入され廃止[1][2]。

## 産業
- 農業、藁製品、木綿織物[1]

## 教育
- 1891年（明治24年）佐波・草戸・神島三村組合立佐戸島小学校を草戸の法音寺に開校[1]。